# 異世界かるてっと
『異世界かるてっと』（いせかいかるてっと、Isekai Quartet）は、日本のテレビアニメ作品。第1期が2019年4月から6月までTOKYO MXほかにて放送された。略称は「いせかる」。『異世界カルテット』と表記されることもある。第2期『異世界かるてっと2』は、第1期の終了後に製作が発表され、2020年1月から4月まで放送された。2022年6月10日には劇場版が公開された。
KADOKAWAが送り出してきた、アニメ化もされたライトノベル『幼女戦記』『オーバーロード』『この素晴らしい世界に祝福を！』『Re:ゼロから始める異世界生活』の4作品の登場人物がぷちキャラ化し、一堂に会するクロスオーバー作品。アニメーション制作は、上記作品の内『ぷれぷれぷれあです』『ようじょしぇんき』『Re:ゼロから始める休憩時間 / Re:プチから始める異世界生活』のミニアニメ3作品を手掛けたスタジオぷYUKAIが行った。主要スタッフも共通する。なお、いずれの作品もウェブ小説発、また主人公が異世界転生（もしくは転移）するストーリーの作品である。
2019年10月5日、第2期から『盾の勇者の成り上がり』登場キャラクターのゲスト参戦が発表され、第11話ではサプライズ（事前告知なし）ゲストで『慎重勇者〜この勇者が俺TUEEEくせに慎重すぎる〜』のキャラクターが登場した。
2025年6月13日、第3期の製作と同時に『陰の実力者になりたくて!』の追加参戦が発表された。

## あらすじ
それぞれの異世界にふと出現した「ボタン付きスイッチ」。それを様々な経緯で押してしまったことで、学校と思われるグラウンドへと飛ばされてしまう。同現象なのかそこに集っていた「4つの異世界の転移者」たちに対し、「ルーデルドルフ」は授業の時間だと言い放ち、個性的な面々の皆で「学園生活」を送ることになった。

## 登場キャラクター

### オーバーロード
アインズ
声 - 日野聡
『オーバーロード』の主人公。VRゲーム『ユグドラシル』のアバターの姿のまま、そのゲーム世界にそっくりな異世界へと転移したサラリーマン。「ナザリック地下大墳墓」の長。突然椅子に現れたボタン付きスイッチに気付かず、そのまま座ってしまい、グラウンドに飛ばされた。
原作では部下と同行する機会が多いため、本作でも基本的には統治者として振舞っている。だがターニャが自分と同じ日本出身ということを察したため、ある程度素の自分として会話できる仲間となっている。
クラス委員分けで副委員長となったため、エミリアの代わりにクラスをまとめることが多い。スバルに対しては自分と同じ世界出身と考え交友を結んでも損はないと判断しているが、スバルの心臓に何かあることを感じ、秘密を訝しんでいる。
アルベド
声 - 原由実
アインズの部下の一人で、「ナザリック地下大墳墓」の守護者統括のインプでありサキュバス。背の高い美女で、異様なまでにアインズに惚れている。
アインズを名指しで呼び出したターニャに強烈な嫉妬心が芽生えており、アインズを消そうとするアクアとは犬猿の仲である。一方でサキュバスに興味のあるカズマやバレンタインでチョコ作りに手を借りたペテルギウスと気が合う。
クラス委員分けではアクアが副委員長を辞退したため、くじ引きでもう一人の副委員長に選出された。
シャルティア
声 - 上坂すみれ
アインズの部下の一人で、第1〜第3階層守護者である吸血鬼。胸はパッド入りで、そのことを知らないアクアがパッドの話をしたことでアルベド同様彼女を敵視するようになった。
クラス委員分けでは保健委員に選出された。しかし、「りんかいがっこう」では（吸血鬼のため）日光に弱く水着着用者が多い中、唯一愛用の黒ドレス姿と日傘で過ごしさらに同じ保健委員のレムの巨乳を見て強いショックを受けていた。
アウラ
声 - 加藤英美里
アインズの部下の一人で、第6階層守護者にしてダークエルフ。双子のマーレの姉で男装している。クラス委員分けでは飼育委員に選出された。
マーレ
声 - 内山夕実
アインズの部下の一人で、アウラと同じ第6階層守護者にしてダークエルフ。双子のアウラの弟で、女装している男の娘。
クラス委員分けでは図書委員に選出された。同じ委員のベアトリスと仲良くなる。肝試しの時に、同じ班のみに男だと告白した。
デミウルゴス
声 - 加藤将之
アインズの部下の一人で、第7階層守護者である悪魔。ナザリック随一の知恵者で、何でも解説してくれる。本作の世界を「教師に逆らうと、元の世界に戻れなくなる設定」ではないかと推理してみせる。
本編同様に、アインズの発言を若干誤解気味に解釈し、他のナザリックのメンバーにその内容を伝えアインズの統治者としての威厳を与え続けている。
「支配の呪言」が通じず、幼女なのに大人びたターニャを「流石はアインズ様が認めた御方」と評し、一目置いている。
クラス委員分けでは風紀委員に選出された。
コキュートス
声 - 三宅健太
アインズの部下の一人で、第5階層守護者である昆虫のような外観に4つの手を持つ蟲王（ヴァーミンロード）。武人らしい振る舞いが特徴。ラムと絡むことが多い。
クラス委員分けでは体育委員長に選出されたが、性癖で暴走するダクネスの扱いに困っている。第2期第8話では手芸に興味を見せ、ヴィーシャのアルバイトのため手芸品店を手伝った。

#### 隣のクラス（オーバーロード）
戦闘メイド集団「プレアデス」が1組の生徒として登場。買い物をしたりカラオケに行く、学園祭での演劇鑑賞や模擬店経営など学校生活を有意義に過ごしている。
ユリ
声 - 五十嵐裕美
プレアデスの副リーダーであり、まとめ役。首無し騎士（デュラハン）。 真面目で仕事一筋
ルプスレギナ
声 - 小松未可子
人狼（ワーウルフ）。陽気な性格に見えるが、かなり腹黒い。よくナーベラル達にツッコまれる。
ナーベラル
声 - 沼倉愛美
ドッペルゲンガー。短気な性格で喧嘩早い。
シズ
声 - 瀬戸麻沙美
自動人形（オートマトン）。基本的に無表情で、淡々とした性格。
ソリュシャン
声 - 佐倉綾音
捕食型スライム。人間を丸ごと飲み込める。
エントマ
声 - 真堂圭
蜘蛛人（アラクノイド）。恐怖公の天敵。

#### 学校側（オーバーロード）
パンドラズ・アクター
声 - 宮野真守
アインズがギルド長として自らが創造した、ナザリックの宝物殿の領域守護者。卵のような顔に黒丸か穴に見える目と口がある。ナザリック主要メンバーへの変身能力および能力再現を有している。
セバス・チャン
声 - 千葉繁
プレアデスのまとめ役を務める執事。第2期第1話にて学校の用務員として登場。ヴィルヘルムと気の合う茶飲み友達で、よく恋バナをしている。
恐怖公（きょうふこう）
声 - 神谷浩史
ナザリック第二階層の一区画「黒棺（ブラック・カプセル）」を任された領域守護者で、コキュートスの盟友でもある。第2期3話から登場。原作では体高30センチ程度の直立したゴキブリだが、劇中では後ろ姿やアップ、ピンボケ画で登場する。生活指導として務めておりカズマ達にかなり強いトラウマを与える。

#### その他（オーバーロード）
ハムスケ
声 - 渡辺明乃
アインズが冒険者モモンとして名声を高める過程で出会ったモンスター。巨大なジャンガリアンハムスターで性別は雌。
本作では「2組」の飼育動物として登場。スバルの頭をかじってしまうが、なぜか彼と居ると感情が盛り上がってしまうと言う。アクアによりデスナイトが居なくなった事に驚く。
デスナイト
ハムスケとともに「2組」の飼育動物として登場。第1期第10話でハムスケと脱走し、アウラの手を焼かせた。

### この素晴らしい世界に祝福を！
カズマ
声 - 福島潤
『この素晴らしい世界に祝福を！』の主人公。魔王討伐の使命を与えられ、冒険者として転生した引きこもりの少年。アクア以下4人の仲間でパーティを組んでいる。
クラス委員分けでは風紀委員に選出された。元引きこもりだったということもあって、同じ引きこもりだったスバルとは気が合う。
アクア
声 - 雨宮天
水を司る女神。カズマを異世界に転生させたが、その際に一緒に異世界へと連れてこられる。
アンデッドや邪悪な存在等を毛嫌いしているため、アインズ達に何回も食って掛かっている。「胸パッドを入れる女は駄目」と独自の価値観を持つが、それが原因でシャルティアからは強く敵視されている。クラス委員分けでは副委員長に選出されたが、アインズと一緒が嫌だったため辞退し、飼育委員に選出された。普段から水の女神を名乗るが、普段の行動や性格等が起因して周囲から全く信じてもらえていないが、アインズからは自分にダメージを与えられる桁外れの浄化魔法を行使したことから、女神だと信じられている。
めぐみん
声 - 高橋李依
爆裂魔法と呼ばれる強力な攻撃魔法を扱う魔法使い（アークウィザード）。爆裂魔法は一日一度しか撃てず、使用後は戦闘不能になるため仲間内からは役立たず扱いされている。紅魔族という特別な種族で、重度の中二病。
クラス委員分けでは放送委員に選出された。放送室ではマイクを独り占めしようとし、同じ委員のグランツと揉めて掴み合いの喧嘩になっている。
原作アニメと同様に爆裂魔法の呪文詠唱はめぐみん役の高橋のアドリブで、EDでは詠唱設定協力として記載されている。
ダクネス
声 - 茅野愛衣
防御力と筋力が桁外れの女騎士（クルセイダー）。自分が繰り出す攻撃は全く当たらないが、攻撃を受けるのが大好きなドM。クラス委員分けでは体育委員に選出されるが、自身の性癖が原因でコキュートスを困惑させている。
ちょむすけ
声 - 生天目仁美
めぐみんの使い魔である猫。第1期最終話で予告されていた転校生。生徒として扱われる。

#### 隣のクラス（このすば）
クリス
声 - 諏訪彩花
ダクネスの友人である盗賊。「1組」の生徒として登場。スリをやってたフェルトとは気が合う。
ゆんゆん
声 - 豊崎愛生
めぐみんの自称ライバルである、紅魔族の魔法使い（アークウィザード）。「3組」の生徒代表。彼女しか生徒が居ないのではとカズマとめぐみんに怪しまれている。また、学園祭では1人でマッチ売りの少女を演じていたため、ユリを困惑させた。

#### 学校側（このすば）
バニル
声 - 西田雅一
人の心を見通す能力を持つ、魔王軍の元幹部だった悪魔。「1組」の担任教師として登場。
機動要塞デストロイヤー
巨大ゴーレム。「たいいくさい」にて教師チームの騎馬戦選手として登場。
ジャイアント・トード
アクアの天敵の巨大カエル。飲酒目的に動いたカズマや魔導大隊チーム対策に、番犬代わりとして配置されていた。
ウィズ
声 - 堀江由衣
アンデッドの王・リッチーにして、強力な魔法を行使できる魔法使い（アークウィザード）。右目が隠れる長い茶髪の20代女性の姿をしている。カズマよりも長身。第2期「しんたいそくてい」にて保健教諭として登場。

#### その他（このすば）
荒くれ者
声 - 稲田徹
アニメ版『このすば』のレギュラーモブキャラクター（小説には登場しない）。第1期第6話では精肉店、第2期第8話ではデパートや酒屋のレジ打ちといった、様々な職種で登場する。
エリス
幸運を司る女神で、アクアの後輩。第1期第8話で「胸パッドを入れる女は駄目」と、アルベドとシャルティアに持論を述べるアクアの回想に1カットのみ登場。

### Re:ゼロから始める異世界生活
スバル
声 - 小林裕介
『Re:ゼロから始める異世界生活』の主人公。死亡した際に一定の時間を巻き戻し、運命をやり直す『死に戻り』という能力をもつ。エミリアに好意を抱いている。自身の能力による体質の影響で魔獣を呼び寄せてしまう為、第1期第10話で飼育小屋からハムスケとデスナイトを呼び寄せてしまった。
クラス委員分けでは飼育委員に選出された。元引きこもりだったということもあって、カズマとは気が合う。
エミリア
声 - 高橋李依
ハーフエルフの美少女。パックを従える精霊術師。自身が行ったことがなかった学園生活をスバル達と共に楽しもうとする。
クラス委員分けではクラスのみんなと仲良くという目的の元、学級委員長に立候補、最終的にくじ引きで選出された。
他の異世界のクラスメイトを個性的と受け止め、皆が「銀髪のハーフエルフ」呼びしないことに安心感を覚えている。
パック
声 - 内山夕実
エミリアと契約を結んでいる猫の姿をした大精霊。氷魔法を使う。エミリアの思うことを応援するように肯定している。
他世界のクラスメイトはよく分からない生き物だと思っているが、それでも「たいいくさい」に非協力的なカズマへの特訓でターニャに協力した。
第2期よりスバルが本来の転校生であるちょむすけが生徒になるならとゴネたことで生徒扱いとなる。
レム
声 - 水瀬いのり
鬼族の生き残りで、双子メイドの妹。慇懃無礼な毒舌家。スバルを強く慕っている。アルベドのアインズへの熱い愛の気持ちに理解を示し、互いに親近感を結ぶ。クラス委員分けでは保健委員に選出された。

ラム
声 - 村川梨衣
双子メイドの姉。傲岸不遜な毒舌家であるものの、ロズワールが関わっていることは肯定をしている。
クラス委員分けでは給食委員に選出された。
ベアトリス
声 - 新井里美
書庫の司書を務める少女。ノイマン達から扱いが難しい女の子と思われた。
クラス委員分けでは図書委員に選出された。

#### 隣のクラス（リゼロ）
ラインハルト
声 - 中村悠一
「剣聖の加護」を持つ赤毛の騎士。驚異的な力を持つ「加護」を幾重にも授かっている。その為、スバルからは「元の世界で最強」と評されている。
「1組」の生徒として登場。スバルからアインズ、ターニャへ彼の持つ「加護」について議論された。「たいいくさい」の玉入れではカズマのスティールも無効化してしまう。
フェルト
声 - 赤﨑千夏
出自の秘密を持つスリの少女。「1組」の生徒。同じクラスになったクリスとは気が合う。
ユリウス
声 - 江口拓也
紫の髪をした近衛騎士。「1組」の生徒。

#### 学校側（リゼロ）
ロズワール
声 - 子安武人
スバル達が住んでいる館の主。本作では各作品のメインキャラたちが所属する「2組」の担任教師。独特な喋り方をする。また、なんでもくじ引きで決めようとする。
ヴィルヘルム・ヴァン・アストレア
声 - 堀内賢雄
『剣鬼』の異名を持つ老紳士。第2期にて用務員として登場。セバス・チャンとは茶飲み友達で、よく恋バナをしている。また唯一、人間不信に陥っており、転移して悩んでいた尚文に楽しむアドバイスを与えており、その理由を聞かれた時「あなたの眼が昔の私そっくりだから」と答えた。

#### その他（リゼロ）
ペテルギウス・ロマネコンティ
声 - 松岡禎丞
『怠惰』を担当する魔女教大罪司教。「ばれんたいんでー」の回で学校に忍び込み、家庭科教諭に成りすましてアインズへのチョコを作ろうとしているアルベドに接触する。
オットー・スーウェン、ガーフィール・ティンゼル
声 - 天﨑滉平（オットー）、岡本信彦（ガーフィール）
スバルの顔見知りである行商人と獣人の血を持つクォーター。劇場版ラストシーンで2人共転校生と言う形でシークレット出演する。

### 幼女戦記
ターニャ
声 - 悠木碧
『幼女戦記』の主人公。帝国軍第二〇三航空魔導大隊の大隊長。見た目は白人の幼女だが、元は日本人の成人男性のサラリーマンの転生した姿である。
舞台となる世界に転移させた原因を「存在X」によるものではないかと考え、当初はアインズを「存在X」の化身ではないかと疑っていた。だが二人で話した際、アインズが自分と同じく元日本人であることを知り心を許すようになる。
クラス委員分けでは風紀委員長に選出された。規律を重んじ徹底させることをモットーに、同じ委員のデミウルゴスと意気投合、同じ委員のカズマには「支配の呪言のようなもの」で一喝した。
アホ毛の弾性力が凄まじく、身体測定の時にはアホ毛を抑え込んでもバネの如く元に戻ってしまいウィズを困らせていた。
セレブリャコーフ
声 - 早見沙織
二〇三大隊の女性副官。愛称「ヴィーシャ」。おっとりとした性格で食いしん坊。スタイルは良いが子供っぽい所があり、周囲から子供扱いされている事に悩んでいる。クラス委員分けでは給食委員に選出された。
食いしん坊の面があり、第2期第6話では唐揚げのトッピングをめぐる論争のきっかけを作ったほか、第8話では学食のスペシャルメニュー・3万円のトッピング乗せ超特盛カレーを食べるために掛け持ちでアルバイトをしていた。
ヴァイス
声 - 濱野大輝
二〇三大隊の真面目な次席指揮官（序列はヴィーシャより上）。常識的で気配りが上手くターニャの指示に忠実に従う。
クラス委員分けでは体育委員に選出された。
グランツ
声 - 小林裕介
二〇三大隊の魔導尉官。素直な性格で、変わり者揃いの級友たちに戸惑う。
クラス委員分けでは放送委員に選出された。めぐみんの選曲センスや服装まで馬鹿にしたため、彼女と口論から喧嘩にまで発展するなど仲が良くない。
ケーニッヒ
声 - 笠間淳
二〇三大隊の魔導尉官。後ろ髪を伸ばし、括って纏めている。クラス委員分けでは体育委員に選出された。クラスメイトからは、｢顔の細い人｣としか覚えられていない。
ノイマン
声 - 林大地
二〇三大隊の魔導尉官。恰幅が良い。クラス委員分けでは体育委員に選出された。「だな」が口癖で相槌を打つことが多い。

#### 隣のクラス（幼女戦記）
ツイーテ・ナイカ・タイヤネン
1組の黒板に名前が書かれている。

#### 学校側（幼女戦記）
レルゲン
声 - 三木眞一郎
ターニャを危険視する帝国軍参謀本部の事務方将校。本作では、転移者たち「2組」の副担任。反抗的な生徒も従わせる謎の催眠波を放つ教師。
元の世界で気が気でなくなる行動を取るターニャと同じく、見た目が同じ幼女のベアトリスを警戒している。アインズと対話後のターニャが、元の世界では見せなかった満面の笑みで登校してきたのにも驚愕し、呆然として見送る。「たいいくさい」では、無理矢理騎馬戦をさせられ、酷い目にあっていた。
ルーデルドルフ
声 - 玄田哲章
帝国軍参謀本部の次長（作戦参謀）。本作の舞台の学校では校長を務める。
ゼートゥーア
声 - 大塚芳忠
同じく参謀本部の次長（戦術参謀）。本作の舞台の学校では副校長を務める。

#### その他（幼女戦記）
ドクトル・シューゲル
声 - 飛田展男
帝国軍技術開発部の魔導技術将校。第1期第1話のみ登場。
改良型演算宝珠の実験台にされたターニャに「ボタンを押せ」と指示したが、なぜかボタン付きスイッチが2つあり、彼女は悩んだ末に両方のボタンを押してしまった。

### 盾の勇者の成り上がり
第2期より1組の転校生として登場。尚文は「盾以外の勇者はここに来ていない」ことを確認している。
岩谷尚文（いわたに なおふみ）
声 - 石川界人
『盾の勇者の成り上がり』の主人公。盾以外の武器を使用することができない「盾の勇者」。戦闘中、盾を出そうと思ったらスイッチが現れ、それを魔物に押された形で転移した。
ラフタリア
声 - 瀬戸麻沙美
尚文が奴隷商人から買い取った亜人。攻撃力のない彼の剣を自称する。尚文を慕っている。名前のイントネーションは「ビクトリア」でなく「バクテリア」と同じ。
フィーロ
声 - 日高里菜
卵から孵化した鳥型の魔物（フィロリアル種）。尚文が育てたため翼のある少女の姿に変身する能力を持つ。無邪気で食欲旺盛。

### 慎重勇者〜この勇者が俺TUEEEくせに慎重すぎる〜
第2期第8話にリスタルテが後ろ姿のみ登場した後、第11話に聖哉も登場した。転移の経緯は現時点では不明。
竜宮院 聖哉（りゅうぐういん せいや）
声 - 梅原裕一郎
『慎重勇者〜この勇者が俺TUEEEくせに慎重すぎる〜』の主人公。腕利きで容姿端麗だが非常に慎重な性格の青年。「慎重勇者」の異名を持つ。「がくえんさい」に興味を持ったリスタルテに誘われるも、その慎重さ故に校門をくぐることすらせずさっさと帰ってしまう。
リスタルテ
声 - 豊崎愛生
聖哉を異世界に導いた女神。非常に口数が多くお喋りな性格で、画面に映るときは絶えず喋っている。理由がわからず転移してしまい、第8話ではヴィーシャがアルバイトをしているお肉屋さんで後ろ姿のみ登場した。第11話では「がくえんさい」の飾りつけや出し物に興味を持ち、見に行こうと聖哉を誘うが、その慎重な性格によってスルーされ、足にしがみついたまま引きずられて退場した。

### 陰の実力者になりたくて!
シャドウ / シド・カゲノー
声 - 山下誠一郎
『陰の実力者になりたくて!』の主人公。陰の実力者に憧れている転生者でありシャドウガーデンの首魁。
アルファ
声 - 瀬戸麻沙美
シャドウガーデンを仕切っている美女でシャドウに心酔する。

## スタッフ
- 原作 - 丸山くがね『オーバーロード』、暁なつめ『この素晴らしい世界に祝福を！』、長月達平『Re:ゼロから始める異世界生活』、カルロ・ゼン『幼女戦記』[1][12]、アネコユサギ『盾の勇者の成り上がり』
- 原作イラストレーター - so-bin『オーバーロード』、三嶋くろね『この素晴らしい世界に祝福を！』、大塚真一郎『Re:ゼロから始める異世界生活』、篠月しのぶ『幼女戦記』[1][12]、弥南せいら『盾の勇者の成り上がり』
- 原作協力 - 土日月『慎重勇者』、逢沢大介『陰の実力者になりたくて!』
- 監督・シリーズ構成・脚本・設定 - 芦名みのる[1][12]
- キャラクターデザイン・総作画監督・色彩設計 - たけはらみのる[1][12]
- 美術監督・美術設定 - 戸杉奈津子[1][12]
- 撮影監督 - 大久保潤一[1][12]
- 音響監督 - 明田川仁
- アフレコ演出 - 濱野高年
- 音楽 - 川田瑠夏[1][12]
- 音楽プロデューサー - 若林豪
- プロデューサー - 石橋侑希子（第1期）、菊島憲文（第2期）
- 制作プロデューサー - 横山稔
- アニメーション制作 - スタジオぷYUKAI[1][12]
- 音楽制作・製作 - KADOKAWA[1][12]

## 主題歌
「異世界かるてっと」
アインズ（日野聡）、カズマ（福島潤）、スバル（小林祐介）、ターニャ（悠木碧）が歌う第1期オープニングテーマ。作詞・作曲・編曲は大石昌良。
「異世界ガールズ♡トーク」
アルベド（原由実）、アクア（雨宮天）、エミリア（高橋李依）、ターニャ（悠木碧）が歌う第1期エンディングテーマ。作詞はKagura.A、作曲は前山田健一、編曲は三好啓太。
「Hollow Veil」
nonocが歌う第1期第5話エンディングテーマ。作詞はnonocとfumio yasuda、作曲はFumiya Taguchi、編曲はNaoki Echizenya。
「異世界ショータイム」
アインズ（日野聡）、カズマ（福島潤）、スバル（小林裕介）、ターニャ（悠木碧）が歌う第2期オープニングテーマ。作詞・作曲・編曲は大石昌良。
「ポンコツ！異世界シアター」
シャルティア（上坂すみれ）、めぐみん（高橋李依）、レム（水瀬いのり）、ヴィーシャ（早見沙織）が歌う第2期エンディングテーマ。作詞・作曲はおぐらあすか、編曲はおぐらあすかとHanazabu。
「sweet pass」
安月名莉子が歌う第2期第5話エンディングテーマ。作詞・編曲はタナカ零、作曲は安月名莉子。

## 各話リスト
| 話数  | サブタイトル             | 絵コンテ                  | 動画コンテ                      | 演出                | 作画監督        | 放送日         |       |       |       |       |       |       |       |       |       |       |       |       |       |       |       |       |       |       |
| 第1期 | 第1期                    | 第1期                     | 第1期                           | 第1期               | 第1期           | 第1期          | 第1期 | 第1期 | 第1期 | 第1期 | 第1期 | 第1期 | 第1期 | 第1期 | 第1期 | 第1期 | 第1期 | 第1期 | 第1期 | 第1期 | 第1期 | 第1期 | 第1期 | 第1期 |
| ----- | ------------------------ | ------------------------- | ------------------------------- | ------------------- | --------------- | -------------- | ----- | ----- | ----- | ----- | ----- | ----- | ----- | ----- | ----- | ----- | ----- | ----- | ----- | ----- | ----- | ----- | ----- | ----- |
| 1話   | 集結！かるてっと         | たけはらみのる            | 芦名みのる                      | 芦名みのる          | ぼんで          | 2019年 4月10日 |       |       |       |       |       |       |       |       |       |       |       |       |       |       |       |       |       |       |
| 2話   | 緊迫！じこしょうかい     | たけはらみのる            | 芦名みのる                      | 芦名みのる          | ぼんで          | 4月17日        |       |       |       |       |       |       |       |       |       |       |       |       |       |       |       |       |       |       |
| 3話   | 膠着！くらすめいと       | ぬるてま                  | ぬるてま 芦名みのる             | ぬるてま 芦名みのる | ぬるてま        | 4月24日        |       |       |       |       |       |       |       |       |       |       |       |       |       |       |       |       |       |       |
| 4話   | 邂逅！くらすめいと       | たけはらみのる            | 芦名みのる                      | 芦名みのる          | ぼんで          | 5月1日         |       |       |       |       |       |       |       |       |       |       |       |       |       |       |       |       |       |       |
| 5話   | 炸裂！こんしんかい       | たけはらみのる            | 芦名みのる                      | 芦名みのる          | ぼんで          | 5月8日         |       |       |       |       |       |       |       |       |       |       |       |       |       |       |       |       |       |       |
| 6話   | 決定！いいんかい         | 二瓶真衣（ウサギ王）      | ウサギ王 芦名みのる             | 芦名みのる          | ぼんで          | 5月15日        |       |       |       |       |       |       |       |       |       |       |       |       |       |       |       |       |       |       |
| 7話   | 遂行！いいんかい         | 芦名みのる                | ぼんで 芦名みのる               | 芦名みのる          | ぼんで          | 5月22日        |       |       |       |       |       |       |       |       |       |       |       |       |       |       |       |       |       |       |
| 8話   | 準備！りんかいがっこう   | たけはらみのる            | 芦名みのる                      | 芦名みのる          | ぼんで          | 5月29日        |       |       |       |       |       |       |       |       |       |       |       |       |       |       |       |       |       |       |
| 9話   | 満喫！りんかいがっこう   | ぬるてま                  | ぬるてま 芦名みのる             | ぬるてま 芦名みのる | ぬるてま ぼんで | 6月5日         |       |       |       |       |       |       |       |       |       |       |       |       |       |       |       |       |       |       |
| 10話  | 参戦！らいばるたち       | 赤羽祐香（ウサギ王）      | ウサギ王 芦名みのる             | 芦名みのる          | ぼんで          | 6月12日        |       |       |       |       |       |       |       |       |       |       |       |       |       |       |       |       |       |       |
| 11話  | 協力！たいいくさい       | 芦名みのる ぼんで         | 芦名みのる ぼんで               | 芦名みのる          | ぼんで          | 6月19日        |       |       |       |       |       |       |       |       |       |       |       |       |       |       |       |       |       |       |
| 12話  | 団結！かるてっと         | 芦名みのる ぼんで         | 芦名みのる ぼんで               | 芦名みのる          | ぼんで          | 6月26日        |       |       |       |       |       |       |       |       |       |       |       |       |       |       |       |       |       |       |
| 第2期 |                          |                           |                                 |                     |                 |                |       |       |       |       |       |       |       |       |       |       |       |       |       |       |       |       |       |       |
| 1話   | 参戦！てんこうせい       | たけはらみのる 芦名みのる | たけはらみのる                  | 芦名みのる          | ぼんで          | 2020年 1月15日 |       |       |       |       |       |       |       |       |       |       |       |       |       |       |       |       |       |       |
| 2話   | 潜入！こうちょうしつ     | A.e.Suck                  | A.e.Suck ぼんで                 | 芦名みのる          | ぼんで          | 1月22日        |       |       |       |       |       |       |       |       |       |       |       |       |       |       |       |       |       |       |
| 3話   | 反省！しどうしつ         | 芦名みのる ぼんで         | ぼんで                          | 芦名みのる          | ぼんで          | 1月29日        |       |       |       |       |       |       |       |       |       |       |       |       |       |       |       |       |       |       |
| 4話   | 窮地！がくりょくてすと   | たけはらみのる            | たけはらみのる                  | 芦名みのる          | ぼんで          | 2月5日         |       |       |       |       |       |       |       |       |       |       |       |       |       |       |       |       |       |       |
| 5話   | 勤勉！ばれんたいんでー   | たけはらみのる            | ぼんで 芦名みのる               | 芦名みのる          | ぼんで          | 2月12日        |       |       |       |       |       |       |       |       |       |       |       |       |       |       |       |       |       |       |
| 6話   | 激突！どっじぼーる       | 二瓶真衣（ウサギ王）      | 二瓶真衣（ウサギ王） 芦名みのる | 芦名みのる          | ぼんで          | 2月19日        |       |       |       |       |       |       |       |       |       |       |       |       |       |       |       |       |       |       |
| 7話   | 興奮！しんたいそくてい   | ぬるてま                  | ぬるてま                        | 芦名みのる          | ぼんで          | 2月26日        |       |       |       |       |       |       |       |       |       |       |       |       |       |       |       |       |       |       |
| 8話   | 挑戦！あるばいと         | ぼんで 芦名みのる         | ぼんで                          | 芦名みのる          | ぼんで          | 3月4日         |       |       |       |       |       |       |       |       |       |       |       |       |       |       |       |       |       |       |
| 9話   | 調査！はじめてのおつかい | A.e.Suck                  | A.e.Suck ぼんで                 | 芦名みのる          | ぼんで          | 3月11日        |       |       |       |       |       |       |       |       |       |       |       |       |       |       |       |       |       |       |
| 10話  | 決起！がくえんさい       | たけはらみのる            | たけはらみのる                  | 芦名みのる          | ぼんで          | 3月18日        |       |       |       |       |       |       |       |       |       |       |       |       |       |       |       |       |       |       |
| 11話  | 開幕！がくえんさい       | たけはらみのる            | たけはらみのる                  | 芦名みのる          | ぼんで          | 3月25日        |       |       |       |       |       |       |       |       |       |       |       |       |       |       |       |       |       |       |
| 12話  | 開演！しょーたいむ       | 芦名みのる ぼんで         | 芦名みのる ぼんで               | 芦名みのる          | ぼんで          | 4月1日         |       |       |       |       |       |       |       |       |       |       |       |       |       |       |       |       |       |       |

## 放送局
| 放送期間                                                            | 放送時間                     | 放送局     | 対象地域   | 備考                      |
| ------------------------------------------------------------------- | ---------------------------- | ---------- | ---------- | ------------------------- |
| 2019年4月10日 - 6月26日                                             | 水曜 0:30 - 0:45（火曜深夜） | TOKYO MX   | 東京都     |                           |
|                                                                     | 水曜 3:00 - 3:15（火曜深夜） | 毎日放送   | 近畿広域圏 | 『アニメ特区』第2部前半   |
|                                                                     | 水曜 21:30 - 21:45           | AT-X       | 日本全域   | CS放送 / リピート放送あり |
| 2019年4月11日 - 6月27日                                             | 木曜 0:00 - 0:15（水曜深夜） | BS11       | 日本全域   | BS放送 / 『ANIME+』枠     |
| 2019年4月12日 - 6月28日                                             | 金曜 2:05 - 2:20（木曜深夜） | テレビ愛知 | 愛知県     |                           |
| 全局『ストライクウィッチーズ 501部隊発進しますっ!』とのセット放送。 |                              |            |            |                           |

| 配信開始日                                                                | 配信時間                     | 配信サイト |
| ------------------------------------------------------------------------- | ---------------------------- | --- |
| 2019年4月10日                                                             | 水曜 0:00 - 0:15（火曜深夜） | AbemaTV |
|                                                                           | 水曜更新                     | dアニメストア ニコニコチャンネル GYAO! バンダイチャンネル hulu ひかりTV U-NEXT アニメ放題 J:COMオンデマンド ビデオパス Amazonプライムビデオ FOD NETFLIX あにてれ DMM.com ビデオマーケット ムービーフルPlus HAPPY!動画 Rakuten TV |
| AbemaTVのみ『ストライクウィッチーズ 501部隊発進しますっ！』とセット配信。 |                              | |

| 放送期間               | 放送時間                     | 放送局     | 対象地域   | 備考                      |
| ---------------------- | ---------------------------- | ---------- | ---------- | ------------------------- |
| 2020年1月15日 - 4月1日 | 水曜 0:30 - 0:45（火曜深夜） | TOKYO MX   | 東京都     |                           |
|                        | 水曜 2:30 - 2:45（火曜深夜） | 毎日放送   | 近畿広域圏 | 『アニメ特区』第1部前半   |
|                        | 水曜 2:35 - 2:50（火曜深夜） | テレビ愛知 | 愛知県     |                           |
| 2020年1月16日 - 4月2日 | 木曜 0:00 - 0:15（水曜深夜） | BS11       | 日本全域   | BS放送 / 『ANIME+』枠     |
| 2020年1月17日 - 4月3日 | 金曜 22:30 - 22:45           | AT-X       | 日本全域   | CS放送 / リピート放送あり |

| 配信開始日    | 配信時間                     | 配信サイト |
| ------------- | ---------------------------- | --- |
| 2020年1月15日 | 水曜 0:00 - 0:15（火曜深夜） | AbemaTV |
|               | 水曜更新                     | dアニメストア ニコニコチャンネル GYAO! Amazonプライムビデオ バンダイチャンネル hulu U-NEXT アニメ放題 J:COMオンデマンド ビデオパス NETFLIX ひかりTV FOD あにてれ Rakuten TV DMM.com ビデオマーケット HAPPY!動画 ムービーフルPlus クランクイン!ビデオ |

## BD / DVD
| 巻    | 巻 | 発売日        | 収録話         | 規格品番   | 規格品番   |
| 巻    | 巻 | 発売日        | 収録話         | BD         | DVD        |
| ----- | -- | ------------- | -------------- | ---------- | ---------- |
| 第1期 | 上 | 2019年6月26日 | 第1話 - 第6話  | ZMXZ-13211 | ZMBZ-13221 |
| 第1期 | 下 | 2019年7月24日 | 第7話 - 第12話 | ZMXZ-13212 | ZMBZ-13222 |
| 第2期 | 上 | 2020年4月24日 | 第1話 - 第6話  | ZMXZ-13901 | ZMBZ-13911 |
| 第2期 | 下 | 2020年7月29日 | 第7話 - 第12話 | ZMXZ-13902 | ZMBZ-13912 |

## 劇場アニメ

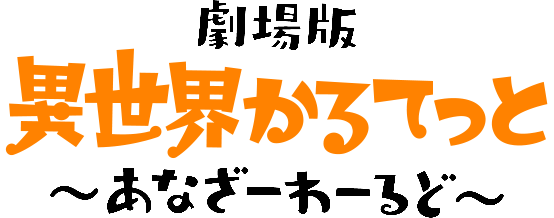
ロゴ

第2期最終話で続編の制作が予告され、2021年7月に劇場版『劇場版 異世界かるてっと 〜あなざーわーるど〜』の題名で制作が決定した。スタジオぷYUKAI初の長編アニメ。2022年6月10日公開。興行収入は8200万円。

### 本作限定のオリジナルキャラクター
本作に登場するオリジナルキャラクターで各原作の作者（丸山くがね、暁なつめ、長月達平、カルロ・ゼン）が考案。
パンタグリュエル
声 - 田中美海
一同が飛ばされた異世界に住む少女でめぐみんを思わせる眼帯や口調が特徴。正体は300年の時を過ごしたゴーレムで、
暴走したゴーレムへ対抗するためにデストロイヤーの開発者と輝煌天使ねこにゃんによって作られた。
そのため小型ゴーレムを操ることができ、農作業や荷物持ち等様々なことに使役している。
後述のねこにゃんとの死別後、一人寂しく生活していたが、新たにアレク、ヴェラが転移してきたため、彼らと共に集落を作り暮らしていた。
ヴェラ・ミトロヒナ
声 - 水樹奈々
ターニャら帝国軍人とよく似た軍服を着る女性で、見た目は10代と思えるが実年齢は20歳。
正体はターニャと同じ世界の人間で、帝国から合衆国へ移住した両親の元に生まれた帝国系合衆国人。
自身のルーツと紅い瞳に誇りを持ちつつ幸せに暮らしていたが、帝国が協商連合や共和国らと開戦したことにより、今まで友好的だった周囲の合衆国人から敵国人として迫害されるようになってしまう。
その結果、今までの彼らとの友好関係は嘘だったのかと人間不信に陥り、極端に嘘を嫌うようになる。
その後は紆余曲折あり、様々な葛藤を抱えながらも合衆国のエージェントとして帝国軍内部で諜報活動を行っていたが、突如現れたボタン付きスイッチによりパンタグリュエルらがいる異世界へ飛ばされる。
当初は集落にて三人で生活していたものの、偶然見つけた日記によりパンタグリュエルの秘密を知ってしまう。
悪意は無かったものの、パンタグリュエルらから嘘をつかれていたことに彼女は失望し、罵倒と共に集落を去ってしまう。
そして自らの苦しみの元凶である帝国を滅ぼし戦争を終わらせるため、異世界のゴーレムを元の世界に送ろうと画策する。
アレク
声 - 森川智之
異世界の住人でパンタグリュエルの育ての親。
何もない異世界に飛ばされて絶望していたところパンタグリュエルと出会い、その天真爛漫な性格に救われた。実はリゼロ世界の住人でかなりの核心に近い世代の立ち位置にある。
物語開始時では、彼女や小型ゴーレムらと小さな集落を作り暮らしている。
輝煌天使ねこにゃん
エンドロールのみ登場。アインズと同じ『ユグドラシル』のプレイヤー。
『始原の竜王』と戦う直前に、1体の戦略級攻城ゴーレムと共に劇中の300年前の時代に転移してしまい、同じく転移したデストロイヤーの開発者と出会い、彼と共に様々なゴーレムやゴーレムを操る特殊な指輪を作った。その過程で世界をも滅ぼす危険なゴーレムを作り出してしまい、暴走したそのゴーレムを封印するために、デストロイヤーの制作者と共同してパンタグリュエルを制作、ゴーレムを倒したのち厳重に封印し、暫くの間、デストロイヤーの開発者やパンタグリュエルと暮らしていた。その後ワームホールが出現し、デストロイヤーの開発者がワームホールで元の世界に帰還した後もパンタグリュエルと共に暮らし、転移した世界でその生涯を終えた。
ゴーレム
劇中で登場する土の人形。多数存在するが、その種類は以下の二つ。
小型ゴーレム
灰色の石のような素材で作られた人型のゴーレム。三本指。
パンタグリュエルのように意思を持っておらず、パンタグリュエルや（指輪を所持した）ヴェラの命令に従っている。通常は青色の目だが、ヴェラの命令に従うさいは赤い目になる。
数は多いが戦闘力は低い。その代わり、農作業など細かい作業もこなすことが可能で、２体で合体して乗り物になる。
戦略級攻城ゴーレム
『オーバーロード』に登場したゴーレム。何故か複数体存在する。
小型ゴーレムよりも数は数体程しかないが、物理攻撃力は最強クラスであり、また防御力もかなり高く、並みの攻撃では傷一つ付けることが出来ない。
エンドロールでは、劇中の300年前、転移した輝煌天使ねこにゃんとデストロイヤーの制作者が製造されたものであることが判明した。

### スタッフ（劇場版）
- 原作 - 丸山くがね『オーバーロード』、暁なつめ『この素晴らしい世界に祝福を！』、長月達平『Re:ゼロから始める異世界生活』、カルロ・ゼン『幼女戦記』、アネコユサギ『盾の勇者の成り上がり』[24]
- 原作イラストレーター - so-bin『オーバーロード』、三嶋くろね『この素晴らしい世界に祝福を！』、大塚真一郎『Re:ゼロから始める異世界生活』、篠月しのぶ『幼女戦記』、弥南せいら『盾の勇者の成り上がり』[24]
- 監督・脚本 - 芦名みのる[24]
- キャラクターデザイン・総作画監督 - たけはらみのる[24]
- 美術監督 - 齋藤優[24]
- 美術設定 - 篠原裕伸[24]
- 撮影監督 - 大久保潤一[24]
- 音響監督 - 明田川仁[24]
- 音響制作 - マジックカプセル[24]
- 音楽 - 川田瑠夏[24]
- アニメーション制作 - スタジオぷYUKAI
- 音楽制作・製作 - KADOKAWA[24]
- 配給 - 角川ANIMATION[24]

### 主題歌（劇場版）
「メロディックロードムービー」
鈴木このみ featuring 伊東歌詞太郎による主題歌。作詞・作曲・編曲はヒゲドライバー。

## ゲーム
- 『ツクールシリーズ 異世界かるてっと 冒険!あくしょんげーむ』
  - 2021年6月17日にGotcha Gotcha Gamesより配信されているNintendo Switch用ソフト。ツクールシリーズの1つで、プレイヤーはアルベド、めぐみん、エミリア、ターニャ、ラフタリアの中から選択する。
- 『異世界かるてっと 激突!ぱずるすくーる』
  - 2021年夏季にCRESTより配信のスマートフォンアプリ。開発はUNIZSOFTが行った。iOSのOS 11.0以上、AndroidのOS 6.0以上が対象。アイテム課金制。
  - iOS版は2021年7月29日に配信が開始され、当初はAndroid版も同時配信する予定だったが、間もなくしてサーバー不具合による長期メンテナンスが発生した。8月末頃の配信再開を目指すとしている[25]。

## コラボレーション
富士急ハイランド

2022年6月24日から9月20日にかけてコラボレーションキャンペーン、『劇場版 異世界かるてっと 〜ふじきゅうわーるど〜』を開催した。
各アトラクションとのコラボレーションや出演声優による園内アナウンス、限定グッズやコラボレーションフードの販売などが行われた。また、グループの富士山麓電気鉄道富士急行線及び富士急バスでも連動したコラボが行われ、6000系電車と高速バス車両にもラッピングが施行されていた。